# Linea Ljublinsko-Dmitrovskaja
La Linea Ljublinsko-Dmitrovskaja (in russo Любли́нско-Дми́тровская ли́ния?) o linea 10, è una linea della metropolitana di Mosca a servizio dell'omonima città, capitale della Russia. Aperta nel 1995 con un tratto limitato, fino al 2007 è stata conosciuta come linea Ljublinskaja. La linea, che attraversa la città da nord a sud, si estende per 33,4 km e conta 23 stazioni.

## Storia
All'inizio degli anni ottanta, il piano di sviluppo di Mosca propose diverse idee sulla risoluzione del sovraffollamento delle stazioni dell'anello centrale (linea Kol'cevaja), in quanto quasi tutte le stazioni di interscambio si trovavano a ridosso di tale linea.
Nel tentativo di risolvere il problema, fu progettata la futura linea Ljublinskaja, in modo da avere i punti di interscambio al di fuori dell'anello centrale della linea Kol'cevaja. L'ultimo obiettivo della nuova linea era di estendere la metropolitana fino ai nuovi quartieri in sviluppo di Mar'ino e Ljublino, a sud della capitale.
Il disegno iniziale seguiva il tragitto della Via Ljublinskaja, non lontano dalle rive della Moscova. Tuttavia, dopo diverse discussioni, il progetto fu alterato e la linea continuò verso ovest fino a raggiungere il Viale Volzhsky, per poi svoltare verso sud verso il quartiere di Lyublino. Nonostante la decisione avesse tagliato fuori la possibilità di scambio con la linea diretta verso Kursk, permise alla metropolitana di entrare più efficacemente all'interno del quartiere.
Il cambiamento dei piani, unito alle crisi finanziarie che bloccarono la costruzione delle metropolitane negli anni novanta fecero sì che il primo tratto fosse aperto già in ritardo. Alla fine del 1995 fu inaugurata la prima tratta, e un anno dopo raggiunse Maryino. Durante la costruzione, furono affrontati diversi problemi, in particolare alla stazione Dubrovka, che fu lasciata incompleta a causa delle vicine fabbriche che scaldavano il terreno, impedendo all'acqua di essere congelata per permettere la costruzione delle aree sotterranee. Tuttavia, alla fine degli anni '90, a causa delle crisi finanziarie che paralizzarono le industrie, i costruttori della metropolitana riuscirono a compiere l'opera.
Nonostante i ritardi, la linea rappresenta uno dei metodi più moderni per la costruzione delle metropolitane. Le stazioni in profondità furono costruite con fondamenta monolitiche uniche, anziché la tradizionale base tubolare. In due delle stazioni più profonde fu anche introdotto il nuovo design del muro a colonna. Per garantire un maggiore isolamento idrosolare, sono stati utilizzati nuovi materiali, come vetri in fibra.
Lo sviluppo delle future estensioni è stato rimandato per molti anni e paralizzato per mancanza di denaro, e solo nel 2005 è ripresa la costruzione della seconda tratta, che si dirige verso il centro cittadino; Trubnaja è stata la prima stazione ad essere aperta nel 2007.
Il secondo segmento dell'estensione centrale è stato aperto il 19 giugno 2010 (la costruzione è stata ripresa solo all'inizio del 2007) e comprende le stazioni Dostoevskaja e Mar'ina Rošča.
Per quanto riguarda l'estensione sud della linea, comprendente le tre stazioni di Borisovo, Šipilovskaja e Zjablikovo, i lavori sono iniziati nel 1997, ma sono stati sospesi nel 2000 per riprendere nel 2008. Le stazioni sono state aperte il 2 dicembre 2011.
L'estensione della linea da Mar'ina Rošča verso l'area nord-ovest della città, verso la stazione di Petrovsko-Razumovskaja, era originariamente prevista per essere aperta nel dicembre 2015, ma a causa di ritardi le stazioni della tratta sono state aperte il 16 settembre 2016.
L'ulteriore estensione verso nord, comprendente tre stazioni, con capolinea Seligerskaja è aperta dal 22 marzo 2018.

### Cronologia
| Tratto                                 | Data di apertura  | Lunghezza |
| -------------------------------------- | ----------------- | --------- |
| Čkalovskaja – Volžskaja                | 28 dicembre 1995  | 12,1 km   |
| Volžskaja – Mar'ino                    | 25 dicembre 1996  | 5,4 km    |
| Dubrovka                               | 11 dicembre 1999  | N/A       |
| Čkalovskaja – Trubnaja                 | 30 agosto 2007    | 3,7 km    |
| Sretenskij Bul'var                     | 29 dicembre 2007  | N/A       |
| Trubnaja – Mar'ina Rošča               | 19 giugno 2010    | 3,6 km    |
| Mar'ino – Zjablikovo                   | 2 dicembre 2011   | 4,2 km    |
| Mar'ina Rošča – Petrovsko-Razumovskaja | 16 settembre 2016 | 4,4 km    |
| Petrovsko-Razumovskaja – Seligerskaja  | 22 marzo 2018     | 4,9 km    |
| Totale:                                | 26 stazioni       | 33,4 km   |

### Interscambi
| Linea                              | Stazione                         |
| ---------------------------------- | -------------------------------- |
| Linea Sokol'ničeskaja              | Sretenskij Bul'var               |
| Linea Zamoskvoreckaja              | Zjablikovo                       |
| Linea Arbatsko-Pokrovskaja         | Čkalovskaja                      |
| Linea Kol'cevaja                   | Čkalovskaja                      |
| Linea Kalužsko-Rižskaja            | Sretenskij Bul'var               |
| Linea Tagansko-Krasnopresnenskaja  | Krest'janskaja Zastava           |
| Linea Kalininskaja-Solncevskaja    | Rimskaja                         |
| Linea Serpuchovsko-Timirjazevskaja | Trubnaja, Petrovsko-Razumovskaja |
| Monorotaia di Mosca                | Fonvizinskaja                    |
| Anello centrale di Mosca           | Dubrovka, Okružnaja              |

## Materiale rotabile
La linea è servita dal deposito Pečatniki (n°15). Sin dall'apertura della linea, sono in servizio i vagoni 81-717/714 (incluse le modifiche .5 e .5M). Dal 1998 al 2004 sono stati ricevuti alcuni nuovi treni "Yauza"  81-720/721 (e .1), ma oggi la loro produzione si è fermata. Alcuni "Yauza" sono ancora in serbizio, ma tutti i nuovi treni sono ora 81-717/714.5M.

## Eventi recenti e sviluppi futuri
Attualmente ci sono tre aree distinte per lo sviluppo della linea.

### Estensione centrale
La seconda tratta ha aperto con Trubnaja nell'agosto 2007, e Sretensky Bulvar nel dicembre successivo. Il secondo segmento, aperto nel 2010, include le stazioni di Dostoyevskaya e Mar'ina Rošča; la prima fu progettata come stazione di interscambio con la futura stazione della Linea Kol'cevaja, ma per ora, a causa di mancanza di fondi, il progetto è in dubbio.

### Sezione Dmitrovskij (settentrionale)
La costruzione di questa sezione, diversamente da altre tratte, non è stata mai avviata, e sono ancora in corso discussioni sul percorso preciso della linea. Nonostante questo, il percorso più probabile è quello di un'estensione da quattro stazioni da Marina Roshcha a Likhobory con stazioni intermedie Sheremetyevskaja, Butyrsky Chutor, Petrovsko-Razumovskaja, dove è previsto l'incrocio con la linea Serpuchovsko-Timirjazevskaja. L'entrata in funzione della tratta è prevista per il 2013.
In seguito, la linea continuerà verso nord verso i quartieri di Beskudnikovo, Degunino e Lianozovo. Si suppone che l'intera tratta sarà operativa per il 2020, e per quell'anno dovrebbe essere pronta anche l'estensione verso il quartiere Severnoye, oltre il MKAD, forse in forma di metropolitana leggera.

### Sezione Lyublinskij (meridionale)
In modalità separata, è iniziata nel 1997 la costruzione di tre stazioni (Borisovo, Shipilovskaja, e Zyablikovo) a partire da Marino; l'importanza di questa sezione sta nel fatto che Zyablikovo è una stazione di interscambio con la stazione Krasnogvardejskaja della linea Zamoskvoreckaja. La tratta è stata inaugurata nel 2011.